# Schizodon borellii
Schizodon borellii är en fiskart som först beskrevs av Boulenger, 1900.  Schizodon borellii ingår i släktet Schizodon och familjen Anostomidae. Inga underarter finns listade i Catalogue of Life.